# Шулімова Олександра Андріївна
Олександра Андріївна Шулімова (нар. 20 лютого 1923, Гайсин, Подільська губернія (нині - Вінницька область) Українська РСР, СРСР — пом. 5 червня 2004, Київ, Україна) — передовик радянського нафтопереробної промисловості, старший оператор Красноводського нафтопереробного заводу імені Сталіна Туркменського раднаргоспу, Герой Соціалістичної Праці (1960), депутатка Верховної Ради СРСР 7-го і 8-го скликань.

## Біографія
Народилася в 1923 році в місті Гайсин Подільської губернії Української РСР (нині Вінницької області).
З 1938 року проходила навчання в школі фабрично-заводського учнівства, після закінчення працювала на трикотажній фабриці. .
У 1948 році переїхала на місце проживання до Туркменської РСР, де розпочала свою трудову діяльність на Красноводському нафтопереробному заводі імені Сталіна (нині найбільше нафтопереробне підприємство Туркменії). Спочатку працювала помічником оператора, а потім самостійно працювала оператором. У 1958 році призначена старшим оператором технологічних установок. .
«На відзначення 50-річчя Міжнародного жіночого дня, за видатні досягнення у праці і особливо плідну громадську діяльність» указом Президії Верховної Ради СРСР від 7 березня 1960 року Олександрі Андріївні Шулімовій було присвоєно звання Герой Соціалістичної Праці з врученням ордена Леніна і медалі «Серп і Молот».
Продовжувала і далі працювати на нафтопереробному заводі до виходу на заслужений відпочинок.
Представляла галузь і свій район як депутатка Верховної Ради СРСР 7-го і 8-го скликань. Була кандидатом у члени Центрального комітету компартії Туркменської РСР. З 1962 року член КПРС.
Після виходу на пенсію повернулася до України і проживала в місті Києві. Померла 5 червня 2004 року.

## Нагороди
За трудові успіхи була удостоєна:
- золота зірка «Серп і Молот» (07.03.1960);
- орден Леніна (07.03.1960);
- інші медалі.
- Заслужений працівник нафтохімічної промисловості Туркменської РСР.